# Клітинна мембрана

Схема будови клітинної мембрани тваринної клітини

Кліти́нна мембра́на, також плазмале́ма, плазмати́чна або цитоплазмати́чна мембра́на — зовнішня оболонка живої клітини, яка відокремлює цитоплазму клітини від навколишнього середовища. Складається з двох шарів ліпідів, також містить білки і вуглеводи.
Клітинна мембрана є напівпроникним бар'єром, що вибірково пропускає молекули всередину клітини та з неї назовні. Структури мембрани підтримують сталий вміст води, іонів, речовин всередині клітини. Плазмалема часто містить додаткові утворення для руху, захисту, живлення, взаємодії з іншими клітинами.

## Будова

### Хімічний склад
Основу клітинної мембрани складають фосфоліпіди: сфінгомієліни, фосфатидиламіни, фосфогліцериди, фосфоінозитиди. Мембрана тваринної клітини містить похідні холестеролу. Фосфоліпіди орієнтовані гідрофільними голівками назовні мембрани, а гідрофобними хвостами до середини. Ліпіди розташовані у мембрані нерівномірно, зовнішній та внутрішній шари розрізняються за складом, що має значення при багатьох клітинних процесах, зокрема апоптозі. Також відрізняються спеціальні утворення — ліпідні рафти.
Білки мембрани можуть пронизувати її наскрізь, знаходитися на позаклітинній поверхні або кріпитися на цитоплазматичному боці. Трансмембранні домени білків гідрофобні, часто утворюють альфа-спіралі. Серед мембранних білків багато рецепторів, іонних каналів, йонних помп, білків клітинної адгезії, транспортних білків.
Позаклітинні ділянки білків і деяких фосфоліпідів вкриті залишками вуглеводів. Це шестивуглецеві цукри, нейрамінова кислота тощо.

## Структури

### Рідкомозаїчна модель
Згідно з рідикомозаїчною моделлю С. Дж. Сінгера та Г. Л. Ніколсона (1972), яка замінила попередню модель Девсона і Даніеллі, біологічні мембрани можна розглядати як двовимірну рідину, в якій молекули ліпідів і білків дифундують більш-менш вільно. Хоча ліпідні бішари, які формують основу мембран, дійсно утворюють двовимірні рідини самі по собі, плазматична мембрана також містить велику кількість білків, які забезпечують більше структури. Прикладами таких структур є білок-білкові комплекси, частоколи та огорожі, утворені актин-базованим цитоскелетом, і потенційно ліпідні рафти. 

### Ліпідний бішар

Діаграма розташування амфіпатичних ліпідних молекул для формування ліпідного бішару. Жовті полярні головні групи відокремлюють сірі гідрофобні хвости від водного цитозольного та позаклітинного середовища.

Ліпідні бішари формуються через процес самозбирання. Клітинна мембрана складається переважно з тонкого шару амфіпатичних фосфоліпідів, які спонтанно розташовуються так, що гідрофобні "хвостові" області ізольовані від навколишньої води, тоді як гідрофільні "головні" області взаємодіють з внутрішньоклітинною (цитозольною) та позаклітинною поверхнями утвореного бішару. Це формує неперервний, сферичний ліпідний бішар. Гідрофобні взаємодії (також відомі як гідрофобний ефект) є основними рушійними силами у формуванні ліпідних бішарів. Збільшення взаємодій між гідрофобними молекулами (що викликає кластеризацію гідрофобних областей) дозволяє молекулам води більш вільно зв'язуватися одна з одною, збільшуючи ентропію системи. Ця складна взаємодія може включати нековалентні взаємодії, такі як сили ван дер Ваальса, електростатичні та водневі зв'язки. Ліпідні бішари загалом непроникні для іонів та полярних молекул. Розташування гідрофільних голів та гідрофобних хвостів ліпідного бішару запобігає дифузії полярних розчинених речовин (наприклад, амінокислот, нуклеїнових кислот, вуглеводів, білків та іонів) через мембрану, але зазвичай дозволяє пасивну дифузію гідрофобних молекул. Це надає клітині здатність контролювати рух цих речовин через білкові комплекси, такі як пори, канали та ворота.
Фліппази та скрамблази концентрують фосфатидилсерин, який несе негативний заряд, на внутрішній мембрані. Разом з NANA, це створює додатковий бар'єр для заряджених груп, що рухаються через мембрану. Мембрани виконують різноманітні функції в еукаріотичних та прокаріотичних клітинах. Однією важливою роллю є регулювання руху матеріалів в клітини та з них. Структура фосфоліпідного бішару (рідинно-мозаїчна модель) з специфічними мембранними білками пояснює вибіркову проникність мембрани та механізми пасивного й активного транспорту. Крім того, мембрани в прокаріотах та в мітохондріях і хлоропластах еукаріотів сприяють синтезу АТФ через хеміосмос.

### Внутрішньоклітинні мембрани
Вміст клітини, всередині клітинної мембрани, складається з численних мембранозв'язаних органел, які сприяють загальному функціонуванню клітини. Походження, структура та функція кожної органели призводять до значної варіації в складі клітини через індивідуальну унікальність, пов'язану з кожною органелою.
- Мітохондрії та хлоропласти вважаються такими, що еволюціонували з бактерій, що відомо як ендосимбіотична теорія. Ця теорія виникла з ідеї про те, що Paracoccus і Rhodopseudomonas, типи бактерій, мають подібні функції до мітохондрій, а синьо-зелені водорості (ціанобактерії) мають подібні функції до хлоропластів. Ендосимбіотична теорія припускає, що в ході еволюції еукаріотична клітина поглинула ці два типи бактерій, що призвело до формування мітохондрій і хлоропластів всередині еукаріотичних клітин. Це поглинання призвело до утворення двомембранних систем цих органел, де зовнішня мембрана походить від плазматичної мембрани хазяїна, а внутрішня мембрана була плазматичною мембраною ендосимбіонта. Той факт, що мітохондрії та хлоропласти містять власну ДНК, є додатковим підтвердженням того, що обидві ці органели еволюціонували з поглинутих бактерій, які процвітали всередині еукаріотичної клітини.[3]

- У еукаріотичних клітинах ядерна мембрана відокремлює вміст ядра від цитоплазми клітини.[4] Ядерна мембрана утворена внутрішньою та зовнішньою мембраною, що забезпечує строгу регуляцію матеріалів, які входять та виходять з ядра. Матеріали рухаються між цитозолем і ядром через ядерні пори в ядерній мембрані. Якщо ядро клітини більш активне в транскрипції, його мембрана матиме більше пор. Білковий склад ядра може значно відрізнятися від цитозолю, оскільки багато білків не можуть проходити через пори шляхом дифузії. Всередині ядерної мембрани внутрішня і зовнішня мембрани відрізняються за білковим складом, і тільки зовнішня мембрана безперервна з мембраною ендоплазматичного ретикулума (ЕР). Як і ЕР, зовнішня мембрана також має рибосоми, відповідальні за виробництво і транспортування білків у простір між двома мембранами. Ядерна мембрана розбирається на ранніх стадіях мітозу і збирається знову на пізніших стадіях мітозу.[5]

- ЕР, який є частиною ендомембранної системи, становить дуже велику частину загального мембранного вмісту клітини. ЕР є замкненою мережею трубочок і мішечків, і його основні функції включають синтез білків та метаболізм ліпідів. Існує 2 типи ЕР, гладкий і шорсткий. Шорсткий ЕР має прикріплені до нього рибосоми, які використовуються для синтезу білків, тоді як гладкий ЕР використовується більше для обробки токсинів і регуляції кальцію в клітині.[6]

- Апарат Гольджі має дві взаємопов'язані круглі цистерни Гольджі. Компартменти апарату утворюють множинні трубчасто-ретикулярні мережі, відповідальні за організацію, з'єднання стопок і транспорт вантажу, які демонструють безперервні грононоподібні нитки везикул розміром від 50 до 60 нм. Апарат складається з трьох основних компартментів, плоскої дископодібної цистерни з трубчасто-ретикулярними мережами та везикулами.[7]

### Варіації
Клітинна мембрана має різний ліпідний та білковий склад у різних типах клітин і тому може мати специфічні назви для певних типів клітин.
- Сарколема в м'язових клітинах: Сарколемою називають клітинну мембрану м'язових клітин.[8] Хоча сарколема подібна до інших клітинних мембран, вона має інші функції, які відрізняють її. Наприклад, сарколема передає синаптичні сигнали, допомагає генерувати потенціали дії та дуже залучена до м'язового скорочення.[9] На відміну від інших клітинних мембран, сарколема утворює маленькі канали, які називаються T-трубочками, що проходять через усю м'язову клітину. Також було виявлено, що середня товщина сарколеми становить 10 нм на відміну від 4 нм товщини звичайної клітинної мембрани.[10][8]

- Оолема - це клітинна мембрана в ооцитах: Оолема ооцитів (незрілих яйцеклітин) не відповідає ліпідному бішару, оскільки не має бішару і не складається з ліпідів.[11] Натомість структура має внутрішній шар, оболонку запліднення, а зовнішня частина складається з вітелінового шару, який складається з глікопротеїнів; проте канали та білки все ще присутні для виконання їхніх функцій у мембрані.

- Аксолема: Спеціалізована плазматична мембрана на аксонах нервових клітин, яка відповідає за генерацію потенціалу дії. Вона складається з гранулярного, щільно упакованого ліпідного бішару, який тісно взаємодіє з компонентами цитоскелету спектрином та актином. Ці компоненти цитоскелету здатні зв'язуватися та взаємодіяти з трансмембранними білками в аксолемі.[12][13]

## Функції
Плазматична мембрана дозволяє потрапляти до клітини певним молекулам та іонам, наприклад, глюкозі, амінокислотам і ліпідам. Це напіврідкий шар молекул, зокрема протеїнів і фосфоліпідів, деякі з яких постійно рухаються, надаючи мембрані рухливості. Завдяки тому, що клітинна мембранна вибірково проникна до певних речовин, таких як іони, та може регулювати свою проникність завдяки роботі різних рецепторів та іонних каналів, клітинна мембрана має різницю заряду між внутрішньою та зовнішньою сторонами. Створюється мембранний потенціал спокою, що відмінний від нуля у всіх живих клітинах. Зміна мембранного потенціалу є основою функціонування нервових та інших збудливих клітин.
| Деякі функції біологічних мембран, ВРЕ | Деякі функції біологічних мембран, ВРЕ                                                                |
| функція | вид мембрани                                                                                          |
| --- | --- |
| Активний транспорт речовин | Всі види мембран                                                                                      |
| Загальна і вибіркова дифузія невеликих молекул і іонів | Всі види мембран                                                                                      |
| Регулювання транспорту йонів і продуктів метаболізму усередині клітин | Всі види мембран                                                                                      |
| електроізоляційні властивості | мієлін                                                                                                |
| Генерація нервового імпульсу та його проведення | Мембрани нервових клітин, кардіоміоцити, м'язи                                                        |
| Фагоцитоз, піноцитоз, антигенні властивості | Мембрани спеціалізованих клітин                                                                       |
| Реакція на активацію рецепторів, що призводить до різних відповідей, в залежності від виду рецепторів та клітини: від запуску сигнального шляху та активації експресії генів, до скорочення м'язової клітини, генерації потенціалу дії чи активації апоптозу | Властива всім типам клітин, проте реакція залежить від типу клітини та активованого сигнального шляху |

## Прокаріоти
Прокаріоти поділяються на дві різні групи, Археї та Бактерії, причому бактерії далі поділяються на грампозитивні та грамнегативні. Грамнегативні бактерії мають як плазматичну мембрану, так і зовнішню мембрану, розділені периплазмою; однак інші прокаріоти мають лише плазматичну мембрану. Ці дві мембрани відрізняються багатьма аспектами. Зовнішня мембрана грамнегативних бактерій відрізняється від інших прокаріотів тим, що фосфоліпіди формують зовнішню частину бішару, а ліпопротеїни та фосфоліпіди формують внутрішню частину. Зовнішня мембрана зазвичай має пористу якість через наявність мембранних білків, таких як грамнегативні порини, які є білками, що формують пори. Внутрішня плазматична мембрана також зазвичай симетрична, тоді як зовнішня мембрана асиметрична через наявність таких білків, як згадані вище. Також на плинність прокаріотичних мембран можуть впливати кілька факторів. Одним з основних факторів, що може впливати на плинність, є склад жирних кислот. Наприклад, коли бактерія Staphylococcus aureus вирощувалася при 37◦C протягом 24 годин, мембрана проявляла більш плинний стан замість гелеподібного. Це підтверджує концепцію, що при вищих температурах мембрана більш плинна, ніж при нижчих температурах. Коли мембрана стає більш плинною і потребує стабілізації, вона утворює довші ланцюги жирних кислот або насичені ланцюги жирних кислот, щоб допомогти стабілізувати мембрану.
Бактерії також оточені клітинною стінкою, що складається з пептидоглікану (амінокислот і цукрів). Деякі еукаріотичні клітини також мають клітинні стінки, але жодна з них не зроблена з пептидоглікану. Зовнішня мембрана грамнегативних бактерій багата на ліпополісахариди, які є комбінованими полі- або олігосахаридними та вуглеводно-ліпідними областями, що стимулюють природний імунітет клітини. Зовнішня мембрана може утворювати блеби у вигляді периплазматичних випинань в умовах стресу або при потребі у вірулентності під час зустрічі з клітиною-мішенню хазяїна, і таким чином такі блеби можуть функціонувати як органели вірулентності. Бактеріальні клітини надають численні приклади різноманітних способів, якими прокаріотичні клітинні мембрани адаптовані зі структурами, що відповідають ніші організму. Наприклад, білки на поверхні певних бактеріальних клітин допомагають у їх ковзному русі. Багато грамнегативних бактерій мають клітинні мембрани, які містять АТФ-залежні системи експорту білків.